# 拉克鲁瓦克西耶
拉克鲁瓦克西耶（法語：La Croixille，法語發音：[la kʁwaksij]）是法国马耶讷省的一个市镇，属于拉瓦勒区。

## 地理
拉克鲁瓦克西耶（48°12'18"N, 1°3'21"W）面积19.91 平方千米，位于法国卢瓦尔河地区大区马耶讷省，该省份为法国西北部内陆省份，北起芒什省和奧恩省，西接伊勒-维莱讷省，南至曼恩-卢瓦尔省，东临萨尔特省。
与拉克鲁瓦克西耶接壤的市镇（或旧市镇、城区）包括：蒙托图尔、普兰塞、圣梅尔韦、拉福雷新堡、布尔贡、瑞维涅。

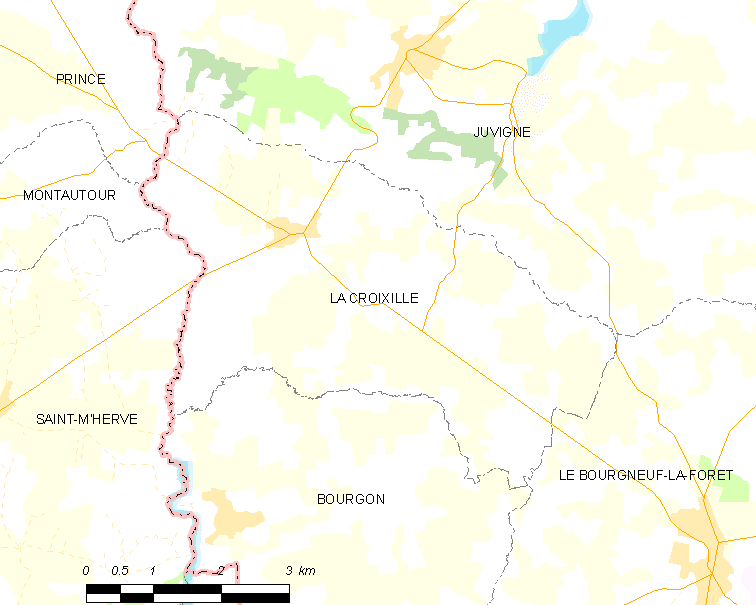
拉克鲁瓦克西耶的OSM定位图

拉克鲁瓦克西耶的时区为UTC+01:00、UTC+02:00（夏令时）。

## 行政
拉克鲁瓦克西耶的邮政编码为53380，INSEE市镇编码为53086。

## 政治
拉克鲁瓦克西耶所属的省级选区为埃尔内县。

## 人口

1962-2008年间拉克鲁瓦克西耶人口变化图示

拉克鲁瓦克西耶于2022年1月1日时的人口数量为633人。